# Mäkelänkatu
Mäkelänkatu est une rue des quartiers  Vallila et Käpylä d'Helsinki en Finlande.

## Présentation
La rue s'étend en 3+3 voies de Vallila à Käpylä, en longeant la frontière entre Pasila et Kumpula. 
C'est une esplanade sur toute sa longueur, avec une voie de tramway bordée d'arbres au milieu, entre les voies opposées. 
Mäkelänkatu mesure environ trois kilomètres de long et sa largeur varie entre environ 47,2 et 60,50 mètres.
Mäkelänkatu se termine à l'extrémité nord de Käpylä à l'intersection de Pohjolankatu et Vaakalinnuntie, d'où la Tuusulanväylä ou route principale 45 part en direction de l'aéroport d'Helsinki-Vantaa et continue jusqu'à Tuusula.
La voie de tramway est empruntée par les lignes 1 et 7. 

## Bâtiments et parcs
Entre les zones bâties d'Itä-Pasila et de Käpylä, du côté ouest de Mäkelänkatu se trouve le parc sportif de Käpylä (fi).
Le long de la rue se trouvent, entre autres, le bureau de l'Association médicale, la bibliothèque de Vallila, l'ancienne école publique de Mäkelä, plus tard l'école élémentaire Mäkelä, qui est gérée par Kiinteistö Oy Mäkelän Koulu (les locaux sont maintenant occupé par l'école professionnelle Stadi), le lycée sportif de Mäkelänrintine, le Centre de natation de Mäkelänrinne ouvert en 1999, le campus Urhea, le Vélodrome d'Helsinki et le bâtiment résidentiel Käärmetalo conçu par Yrjö Lindegren.

## Étymologie
Le nom de Mäkelänkatu vient du nom Backas de la ferme qui se trouvait autrefois dans la zone. 
Le nom suédois de la rue est entré en usage dès 1913 dans les plans de Vallila. 
En finnois, c'était initialement Bakkaskatu, plus tard Pakaankatu, jusqu'à ce qu'en 1928, le nom finnois actuel de la rue, Mäkelänkatu, soit confirmé.

## Croisements
Rues croisées du sud au nord:

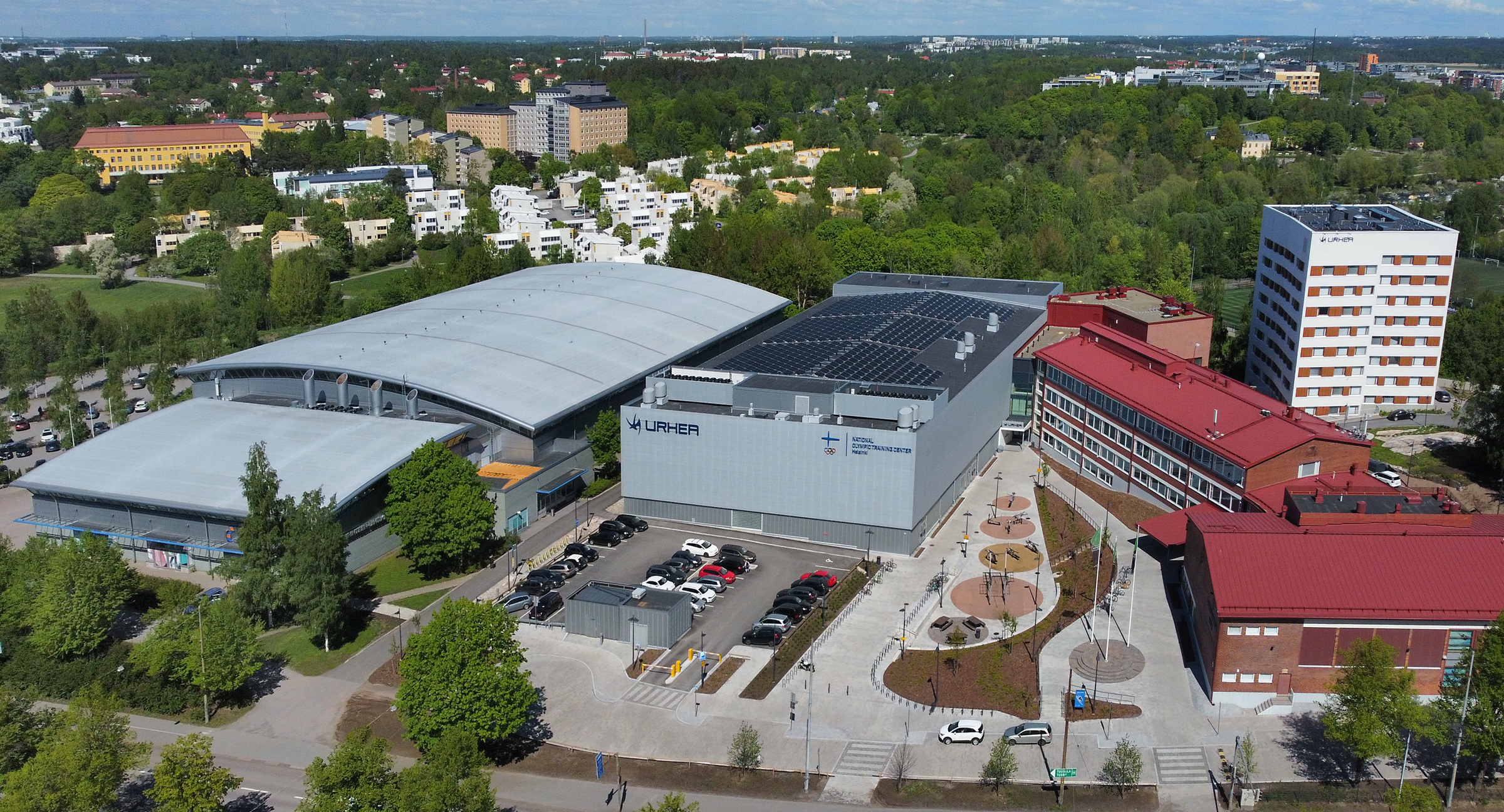
Centre de natation de Mäkelänrinne, Centre National d'Entraînement Olympique Urhea, et la maison Urhea

- Lautatarhankatu (est) et Hämeentie
- Vääksyntie (sud-ouest)
- Päijänteentie
- Vallilantie
- Lohjantie (nord-est)
- Keiteleentie (nord-est)
- Ähtärintie (nord-est)
- Suvannontie
- Ouluntie (nord-est)
- Pernajantie (nord-est)
- Sturenkatu
- Somerontie (nord-est)
- Hattulantie (nord-est) et Ensi-Kodin tie (sud-ouest)
- Hollolantie (nord-est)
- Sysmänkuja (sud-ouest)
- Nokiankuja (sud-ouest)
- Rautalammintie (nord-est)
- Mäkelänrinne (nord-est) et Elimäenkatu (sud-ouest)
- Kumpulantie (sud-ouest)
- Radanrakentajantie (ouest)
- Isonniitynkatu (est)
- Vähänkyröntie (est)
- Hakamäentie (ouest) et Koskelantie (est)
- Turjantie (ouest)
- Väinölänkatu (sud-ouest)
- Kimmontie (ouest)
- Vaakalinnuntie (ouest) et Pohjolankatu (est)
- Tuusulanväylä (nord)

## Galerie

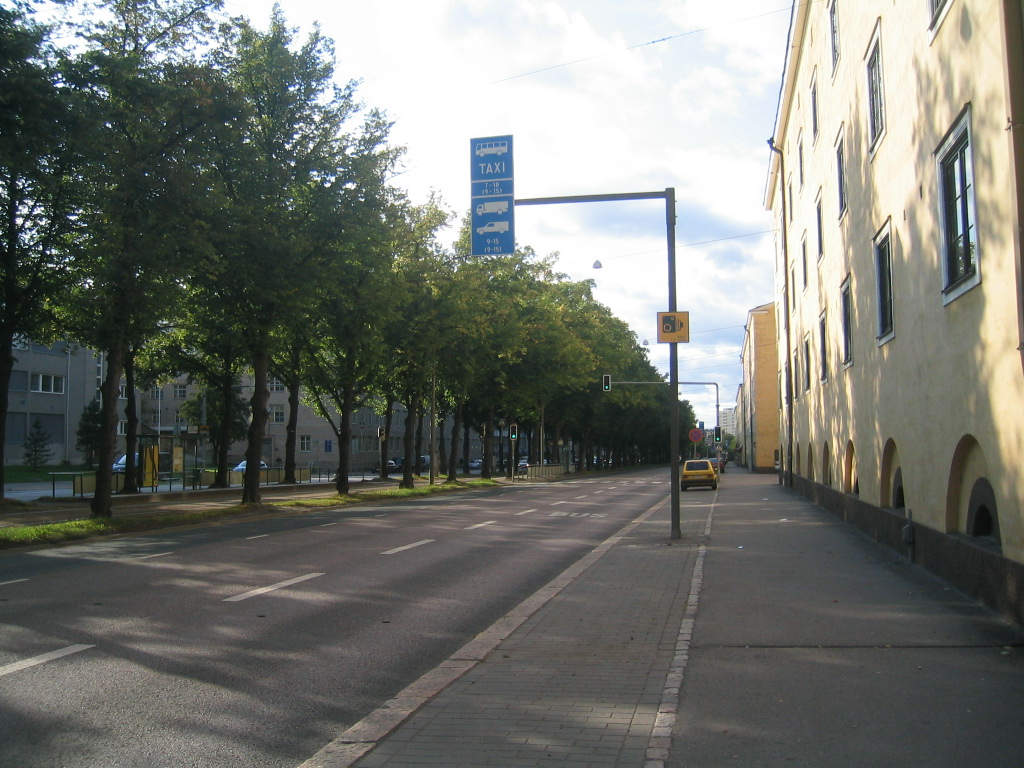
Mäkelänkatu à Vallila en 2008.
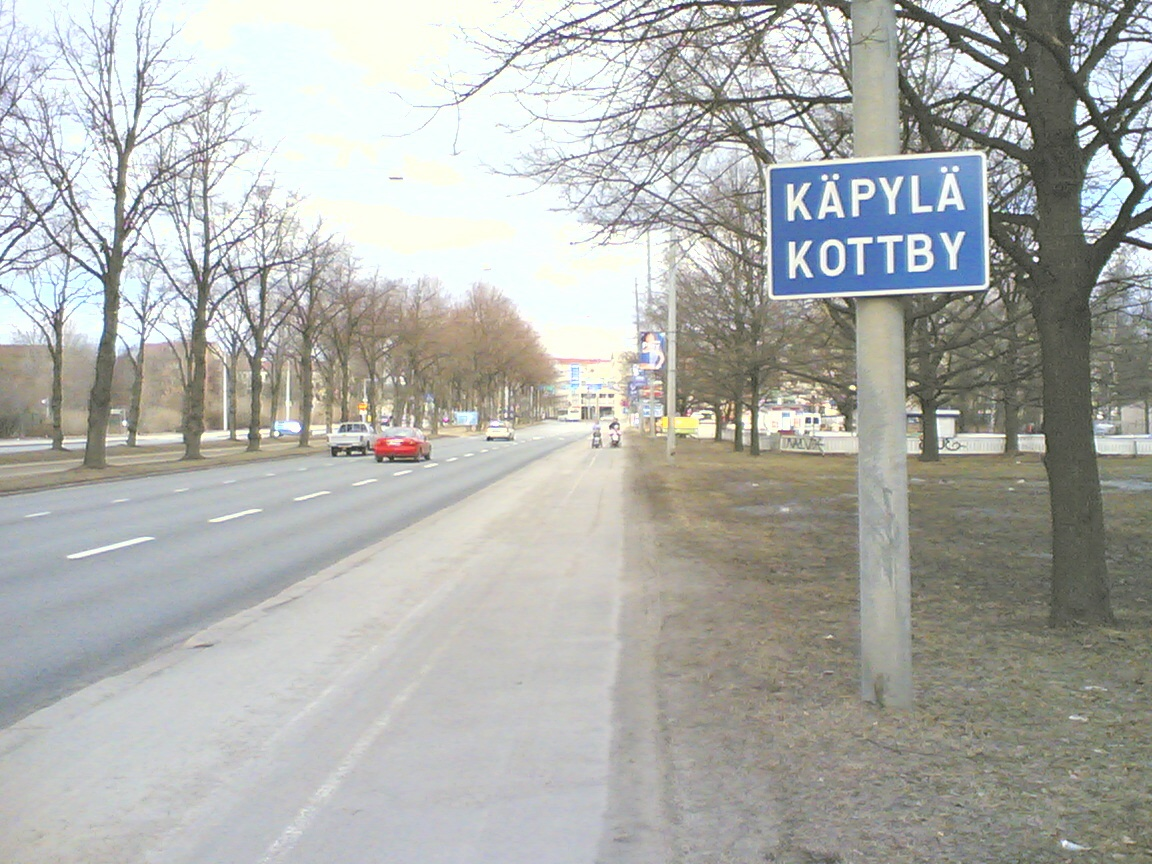
Mäkelänkatu à Käpylä en 2006.
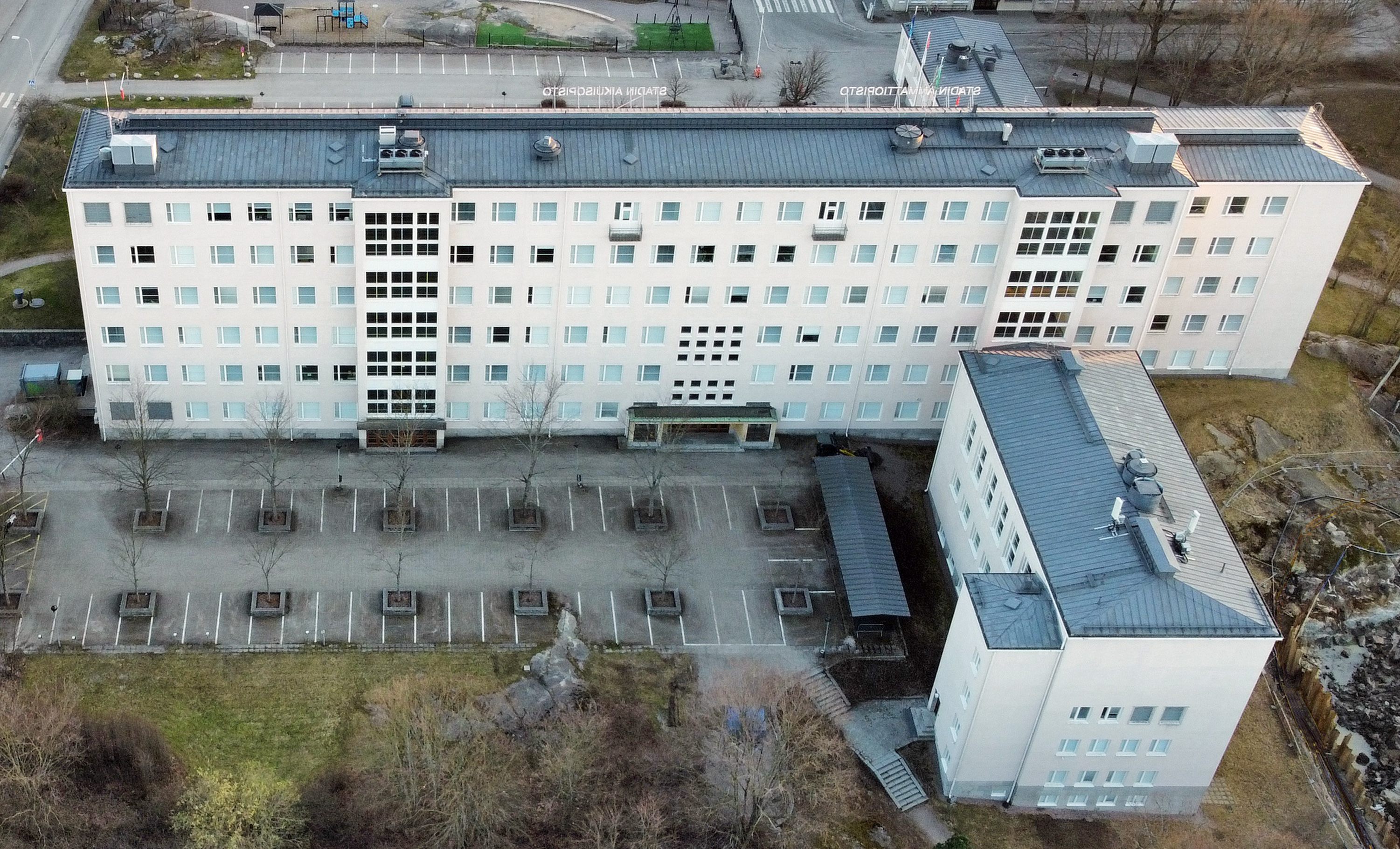
Êcole de Mäkelä en bordure de Mäkelänkatu.
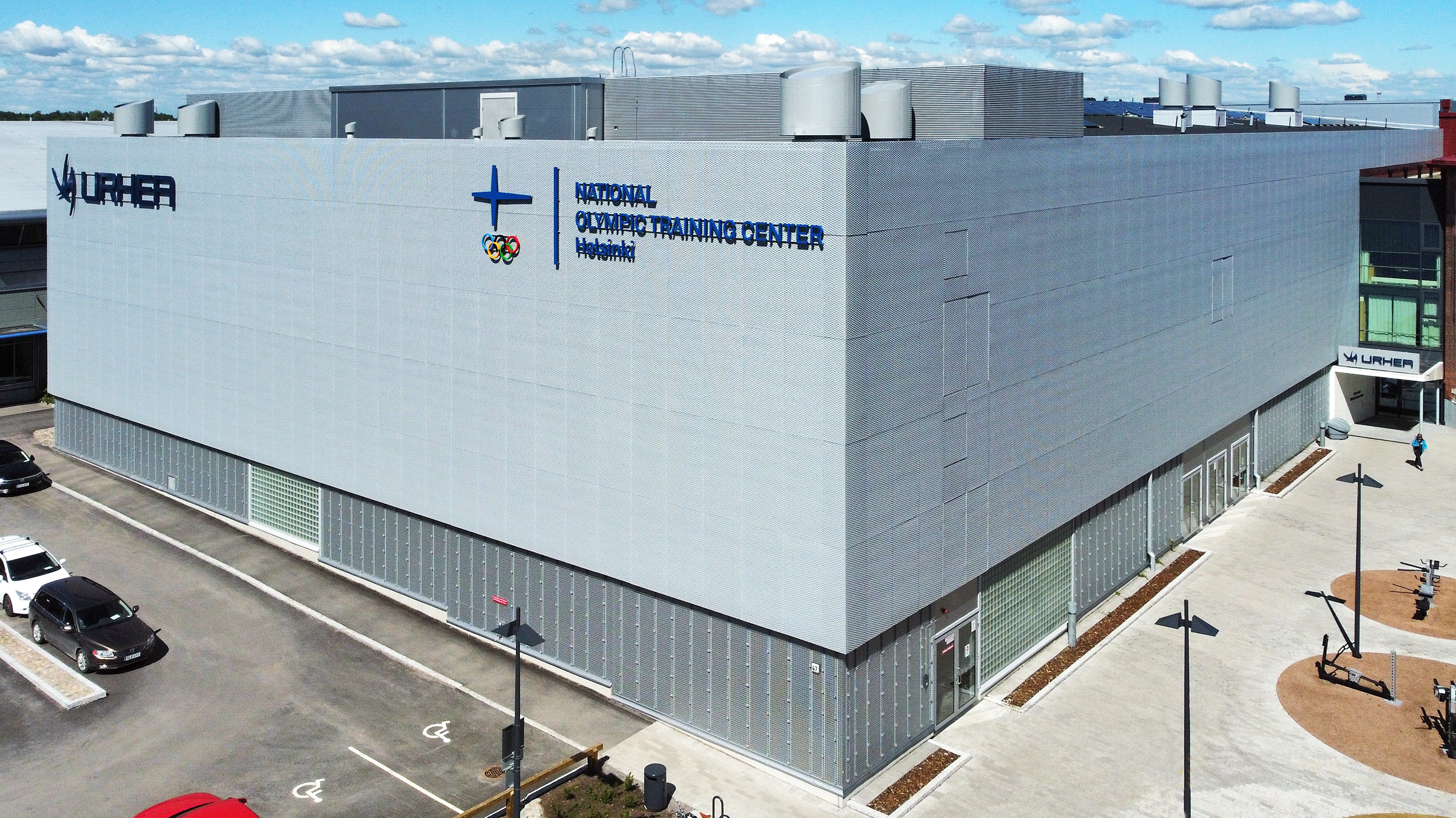
Centre national d'entraînement olympique Urhea le long de Mäkelänkatu.
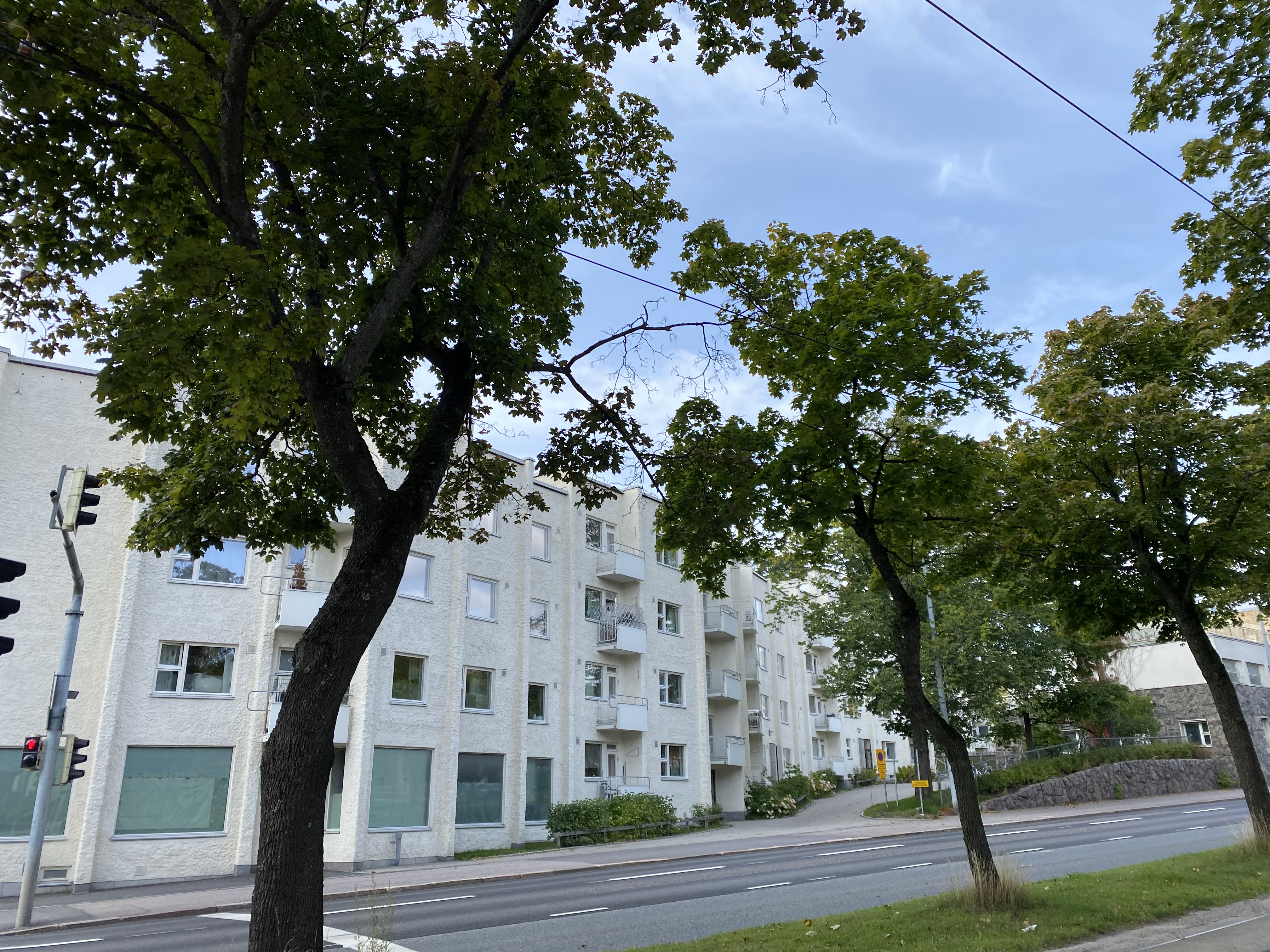
Käärmetalo.